# Make Belgium Great Again
Make Belgium Great Again is een televisiereeks die sinds 18 september 2018 wordt uitgezonden op VTM en wordt gepresenteerd door Frances Lefebure.
Doel van het programma is om samen met een groep tv-makers te proberen om België "great" te maken. Dit door kleine of grotere problemen uit het alledaagse leven op te lossen.
In de eerste aflevering van het programma werd er een oproep aan de Vlamingen gedaan om een expliciete wilsbeschikking voor orgaandonatie na overlijden neer te leggen bij hun gemeentehuis. Bijna 250 gemeenten openden voor de actie ook hun deuren op een zondag om de actie te ondersteunen. Ook met extra steun van de VTM-radiozender Q-music werden uiteindelijk 32.000 personen geregistreerd als expliciete orgaandonoren.
Het programma werd geproduceerd door het interne VTM-productiehuis FC Panache. Daarin het team dat twee jaar eerder voor VRT Sorry voor alles produceerde waarmee een Emmy Award werd behaald. Het format 'Make Your Country Great Again' werd in oktober 2018 door FC Panache (DPG media) verkocht aan de Nederlandse zender NPO 3 voor een Nederlandse versie.  Het format werd ook verkocht aan RTL in België waar Sophie Pendeville met een Franstalige versie van Make Belgium Great Again kwam. Tijdens de laatste aflevering van seizoen 1 werd bekend gemaakt dat er een tweede seizoen zou komen. Dit startte op 13 oktober 2019.
Het programma werd ook een aantal keer internationaal bekroond. Zo wonnen ze de "Best multi media platform"-award op de International Format Awards (C21 Awards) in Cannes, en mochten ze ook de GOLD én GRAND Award van het World Media Festival mee naar huis nemen.